# Passion Fish
Passion Fish (en España: Peces de pasión) es una película estadounidense, realizada en 1992, escrita y dirigida por John Sayles. La película cuenta con los actores Mary McDonnell, Alfre Woodard, Vondie Curtis-Hall, David Strathairn, Leo Burmester y Angela Bassett.

## Sinopsis
May-Alice Culhane (Mary McDonnell) es una actriz de televisión de Nueva York que se queda paralítica tras un accidente de coche. Decide regresar a Luisiana, donde se crio, pero su humor empeora cada vez más y se convierte en una insoportable paciente para todas las enfermeras que intentan cuidarla. Pero un día aparece Chantelle (Alfre Woodard), una enfermera que también tiene sus propios problemas.

## Reparto
- Mary McDonnell - May-Alice Culhane
- Alfre Woodard - Chantelle
- Lenore Banks - Enfermera Quick
- Vondie Curtis-Hall - Sugar LeDoux
- William Mahoney - Max
- David Strathairn - Rennie
- Leo Burmester - Reeves
- Nelle Stokes - Terapeuta #1
- Brett Ardoin - Terapeuta #2
- Nora Dunn - Ti-Marie
- Michael Mantell - Dr. Kline
- Mary Portser - Precious
- Angela Bassett - Dawn/Rhonda
- Daniel Dupont - Terapeuta #3
- Chuck Cain - Guarda

## Premios
Ganados
- Flanders International Film Festival: Grand Prix; John Sayles; 1993.
- Independent Spirit Awards: Independent Spirit Award; Best Supporting Female, Alfre Woodard; 1993.

Nominaciones
- Academy Awards: Óscar; Best Actress in a Leading Role, Mary McDonnell; Best Writing, Screenplay Written Directly for the Screen, John Sayles; 1993.
- Golden Globes: Golden Globe; Best Performance by an Actress in a Motion Picture - Drama, Mary McDonnell; Best Performance by an Actress in a Supporting Role in a Motion Picture, Alfre Woodard; 1993.
- Independent Spirit Awards: Independent Spirit Award; Best Supporting Male, David Strathairn; 1993.
- Writers Guild of America Award (Screen): Best Screenplay Written Directly for the Screen, John Sayles; 1993.